# 1903

## Esdeveniments
Països Catalans
- 3 de març, Barri de Gràcia (Barcelona): Es funda el Cercle Catòlic de Gràcia, una associació social i cultural del barri de Gràcia (Barcelona).[1]
- Primer Congrés Universitari Català.[2]
- Fundació del Centre Autonomista de Dependents del Comerç i de la Indústria.
- Fundació del CE Sabadell.

Resta del món
- 23 de març, Kitty Hawk, Carolina del Nord, EUA: Els Germans Wright sol·liciten la patent del primer avió que aconseguirà volar.
- 26 d'abril, Madrid: Es funda l'Atlètic de Madrid.
- 17 de desembre, platja de Kitty Hawk, Carolina del Nord, EUA: Els germans Orwille i Wilbur Wright aconsegueixen fer volar 59 segons el Flyer (pilotant Orwille), el primer avió de la història, propulsat per una catapulta.[3]
- S'estrena la pel·lícula Mary Jane's Mishap.
- Simberg pinta L'àngel ferit

### Premis Nobel
| Camp                  | Guardonats                                     |
| --------------------- | ---------------------------------------------- |
| Física                | - Henri Becquerel - Pierre Curie - Marie Curie |
| Química               | - Savante Arrhenius                            |
| Medicina o Fisiologia | - Niels Ryberg Finsen                          |
| Literatura            | - Bjørnstjerne Bjørnson                        |
| Pau                   | - William Randal Cremer                        |

## Naixements
Països Catalans
- 2 d'abril - el Pinell de Brai: Virgínia Amposta Amposta, sindicalista i mestra catalana (m. 1939).
- 19 de maig - Barcelona: Josefina Tàpias i Martínez, actriu catalana de teatre i de cinema (m. 1988).[5]
- 29 de maig - Valènciaː María Labrandero, escultora valenciana de l'avantguarda valenciana dels anys trenta (m. 1985).[6]
- 3 de juliol - Els Hostalets d'en Bas: Mercè Bayona i Codina, poetessa catalana (m. 1972).[7]
- 4 de juliol - Bétera, el Camp de Túria: Alfons Roig Izquierdo, sacerdot, escriptor i crític d'art valencià (m. 1987).
- 13 de juliol - València: Ramon Stolz Viciano, pintor muralista valencià (m. 1958).
- 16 de juliol - Banyoles: Cecília Marín Gratacós, metgessa banyolina (m.1959).[8]
- 17 de juliol - València: Helena Cortesina, cupletista, actriu, directora de cinema i productora, pionera del cinema fet a Espanya (m. 1984).[9]
- 9 de setembre - València: Amparo Martí, actriu teatral valenciana (m. 1973).[10]
- 20 de setembre - l'Armentera, l'Empordà: Alexandre Deulofeu, polític i filòsof de la història català.
- 2 d'octubre - Cambrils: María Mullerat i Bassedas, mestra pionera en l'educació de nens i nenes amb discapacitat (m. 1996).[11]
- 10 d'octubre - Ciutadella, Menorca: Francesc de Borja Moll i Casasnovas, lingüista, filòleg i editor menorquí.
- 15 d'octubre - Sabadell: Joan Miralles i Orrit, manyà i alcalde de Sabadell l'any 1936.
- 16 d'octubre, París: Cécile de Brunhoff, creadora del personatge de Babar (m. 2003).[12]
- 24 d'octubre, París: Charlotte Perriand, arquitecta i dissenyadora francesa (m.1999).[13]
- 9 de novembre - Vinaròs, Baix Maestrat: Francesc Almela i Vives, escriptor i historiador valencià (m. 1967).
- 11 de novembre - Reus: Magda Folch i Solé, pintora catalana (m. 1981).[14]
- 18 de novembre - Barcelonaː Emília Palau Montolio, pianista catalana (m. 1980).[15]
- 30 de novembre - Sarroca de Bellera, Pallars Jussà: Ramon Violant i Simorra, etnògraf català.

Resta del món
- 10 de gener, Wakefield, Yorkshire: Barbara Hepworth, escultora britànica (m. 1975).[16]
- 11 de gener, Pietermaritzburg, Sud-àfrica: Alan Paton, pedagog, polític i escriptor, així com activista anti-apartheid (m. 1988).
- 27 de gener, Northcote, Victòria, Austràlia: John Carew Eccles, neurofisiòleg australià, Premi Nobel de Medicina o Fisiologia de l'any 1963 (m. 1997).
- 28 de gener, Reisicht, Alemanya: Lotte Beese, arquitecta i urbanista de la Bauhaus.[17]
- 6 de febrer, Chillán, Xile: Claudio Arrau, pianista xilè d'ascendència catalana (m. 1991).
- 8 de febrer, Sagua la Grande, Villa Clara, Cuba: Antonio Abad Lugo Machín, conegut com a Antonio Machín, cantant cubà (segons altres fonts el 17 o el 19 de gener de 1904, m. 1977).
- 11 de febrer, Kíev, Ucraïna: Irène Némirovsky, escriptora jueva ucraïnesa en llengua francesa (m. 1942).
- 13 de febrer, Lieja, Valònia, Bèlgica: Georges Simenon, escriptor en llengua francesa belga (m. 1942).[18]
- 17 de febrer, Pèrsia: Sadik Hidayat, escriptor iranià.
- 21 de febrer:
  - Neuilly-sur-Seine, França: Anaïs Nin, escriptora franco-americana d'ascendència cubano-catalana i danesa (m. 1977).[19]
  - Le Havre (França): Raymond Queneau, poeta francès (m. 1976)[18]
- 26 de febrer, Imperia, Ligúria, Itàlia: Giulio Natta, químic, Premi Nobel de Química de l'any 1963 (m. 1979).
- 4 de març, Santoña, Cantàbria, Espanya: Luis Carrero Blanco, almirall i president del govern d'Espanya (m. 1973).
- 12 d'abril, La Haia, Països Baixos: Jan Tinbergen, economista neerlandès, Premi Nobel d'Economia de l'any 1969 (m. 1994).[20]
- 21 d'abril, Madrid: Pilar de Madariaga Rojo, pionera en el camp de la química (m.1995).[21]
- 24 d'abril, Madrid, Espanya: José Antonio Primo de Rivera, polític espanyol (m. 1936).
- 25 d'abril, Tambov, Imperi Rus: Andrei Kolmogórov, matemàtic rus (m. 1987).[22]
- 3 de maig:
  - Tacoma, Washington, EUA: Harry Lillis Crosby, conegut com a Bing Crosby, cantant i actor estatunidenc (m. 1977).[23]
  - Providence (Rhode Island), EUA, 27 de gener de 1947, Beirut, Líban: Ilyas Abu-Xàbaka, poeta, editor, traductor i crític literari libanès, considerat una de les figures capdavanteres de la Nahda.
- 15 de maig, Dresden: Maria Reiche, matemàtica i arqueòloga alemanya, investigadora de les línies de Nazca al Perú (m. 1998).[24]
- 2 de juny, París: Max Aub, escriptor valencià d'origen francoalemany (m. 1972).[25]
- 6 de juny, Tbilisi, Geòrgia: Aram Khatxaturian, compositor georgià d'origen armeni (m. 1978).
- 8 de juny, Brussel·les, Bèlgica: Marguerite Yourcenar, escriptora francesa, primera dona membre de l'Académie Française (m. 1987).[26]
- 18 de juny, Filadèlfia, Estats Units: Jeanette MacDonald, cantant i actriu estatunidenca. (m. 1965)[27]
- 19 de juny, Nova York, Mary Callery, artista i col·leccionista estatunidenca (m. 1977).[28]
- 25 de juny, Motihari, Bihar, l'Índia: Eric Arthur Blair, conegut com a George Orwell i com a John Freeman, escriptor en anglès (m. 1950).[29]
- 1 de juliol, Estuari del Tàmesi: Amy Johnson, pilot anglesa, pionera de l'aviació i primera dona a volar sola (m. 1941).[30]
- 2 de juliol:
  - Sandringham, Anglaterra: Olaf V de Noruega, Rei de Noruega (1955-1991) (m. 1991).
  - Londres: Alec Douglas-Home, polític anglès, Primer Ministre del Regne Unit (1963-1964) (m. 1995).
  - New Brighton, Regne Unit: Walter Bryan Emery, egiptòleg anglès (m. 1971).[31]
- 6 de juliol, Linköping, Suècia: Hugo Theorell, Premi Nobel de Medicina o Fisiologia el 1955 (m. 1982).[32]
- 10 de juliol, Knowle, Warwickshire: John Wyndham, escriptor anglès (m. 1969).
- 11 de juliol, Nàpols: Ebe Stignani, gran mezzosoprano de la seva època a Itàlia (m.1974).[33]
- 28 de juliol, Buenos Aires: Silvina Ocampo, escriptora argentina. (m. 1993).[34]
- 3 d'agost, Monastir (Tunisia) Habib ibn Alí Burguiba, polític tunisià. Primer President de la Republica Tunisiana (m. 2000).[35]
- 10 d'agost, Villafranca, Navarra: Julia Álvarez Resano, mestra, advocada i política socialista navarresa (m. 1948).[36]
- 24 d'agost:
  - Logronyo, Espanya: Perico Escobal, futbolista exiliat pel franquisme als Estats Units.
  - Londres (Anglaterra): Graham Sutherland, Pintor, artista gràfic i dissenyador anglès (m. 1980).[37]
- 11 de setembre, Frankfurt, Hesse-Nassau, Prússia, Imperi Alemany, Theodor Adorno filòsof, musicòleg i sociòleg alemany,(m. 1969).[38]
- 13 de setembre, Saint-Mandé, París: Claudette Colbert, actriu teatral i cinematogràfica nord-americana (m. 1996).[39]
- 15 de setembre, Modigliana, Emília-Romanya: Pia Tassinari, soprano italiana (m. 1995).[40]
- 20 de setembre, Racibórz: Gertrud Arndt, fotògrafa i artista tèxtil de la Bauhaus (m. 2000).[41]
- 25 de setembre, Dvinsk, Imperi Rus, actualment Daugavpils, Letònia: Mark Rothko, pintor i teòric de l'art. (m. 1970).[42]
- 30 de setembre, Glen Dale, Virgínia de l'Oest: Bernice Eddy, viròloga i epidemiòloga estatunidenca.[43]
- 1 d'octubre (segons el calendari julià, 18 de setembre), Kíiv, Imperi Rus: Vladimir Horowitz, pianista clàssic, considerat un dels pianistes més distingits de la història (m. 1989).[44]
- 22 d'octubre, Wahoo (Nebraska), EUA: George Wells Beadle, genetista estatunidenc, Premi Nobel de Medicina o Fisiologia de l'any 1958 (m. 1989).
- 28 d'octubre, Londres (Anglaterra): Evelyn Waugh, escriptor anglès de novel·les, biografies i llibres de viatge.(m. 1966).[45]
- 1 de novembre, Saint-Germain-de-Joux, França: Jean Tardieu, poeta i dramaturg francès (m. 1995).
- 7 de novembre, Viena, Imperi Austrohongarès: Konrad Lorenz, etòleg austríac, Premi Nobel de Medicina o Fisiologia de l'any 1973 (m. 1989).
- 21 de novembre, Akita: Itō Einosuke, escriptor japonès.
- 27 de novembre, Oslo, Noruega: Lars Onsager, químic, Premi Nobel de Química de l'any 1968 (m. 1976).
- 30 de novembre, París: Claude Arrieu, prolífica compositora francesa (m. 1990).[46]
- 12 de desembre, Tòquio (Japó): Yasujirō Ozu (小津安二郎) director de cinema japonés (m. 1963).[47]
- 16 de desembre, Ridgewood, NJ: Elizabeth Hawes, dissenyadora nord-americana.[48]
- 19 de desembre, Bradford, Massachusetts, EUA: George Davis Snell, genetista nord-americà, Premi Nobel de Medicina o Fisiologia de l'any 1980 (m. 1996).
- 22 de desembre, Bloomsburg, Pennsilvània, EUA: Haldan Keffer Hartline, metge i biofísic estatunidenc, Premi Nobel de Medicina o Fisiologia de l'any 1967 (m. 1983).

## Necrològiques
Països Catalans
- 6 de febrer - Olot (Garrotxa): Marià Vayreda, escriptor i pintor (n. 1853).
- 28 de febrer - Madrid: Laureà Figuerola i Ballester, economista i polític català.
- 27 d'abril - Mataró, província de Barcelona: Terenci Thos i Codina, escriptor (n. 1841).[49]

Resta del món
- 29 de gener - París: Augusta Holmès, compositora francesa (n. 1847).[50]
- 19 de febrer - Gorizia: Karl von Scherzer, explorador, diplomàtic i científic austríac.
- 28 de febrer - Nova Jersey: Emily Warren Roebling, enginyera al capdavant de la construcció del Pont de Brooklyn (n. 1843).[51]
- 11 d'abril - Lucca, (Itàlia): Gemma Galgani, jove mística venerada com a santa per l'Església catòlica. (n. 1878).[52]
- 17 de maig, Bolonya: Luigi Bombicci, mineralogista
- 20 de juliol - El Vaticà: Lleó XIII, cardenal italià, 256è Papa de Roma (n. 1810).[53]
- 21 de juliol - Sint-Joost-ten-Node, Bèlgica: Henri Alexis Brialmont, general i arquitecte militar belga.
- 22 d'agost - Hatfield, Hertfordshire, Anglaterra: Robert Gascoyne-Cecil, polític anglès, Primer Ministre del Regne Unit (n.1830).
- 27 d'agost, Tòquio: Kusumoto Ine, primera metgessa de medicina occidental al Japó (n. 1827).[54]
- 7 d'octubre - Bonn, Imperi Alemany: Rudolf Lipschitz, matemàtic alemany (n. 1832).
- 1 de novembre - Berlín, Imperi Alemany: Theodor Mommsen, Premi Nobel de Literatura 1902 (n.1817).
- 13 de novembre - París: Camille Pissarro, pintor impressionista francès (n. 1830).[55]
- 25 de novembre - Sukarrieta, Biscaia, País Basc: Sabino Arana, pare del nacionalisme basc.
- Orleans, França: Anatole Loquin, musicògraf i compositor francès.
- Theodor Schmid - musicòleg alemany de la Companyia de Jesús